# Krists Neilands
Krists Neilands (Ventspils, 18 de agosto de 1994) es un ciclista profesional letón que compite con el equipo Israel-Premier Tech.

## Palmarés
2015
- 2.º en el Campeonato de Letonia en Ruta
- 1 etapa del Tour de Borneo

2017
- 1 etapa del Tour de Azerbaiyán[1]
- 3.º en el Campeonato de Letonia Contrarreloj
- Campeonato de Letonia en Ruta

2018
- Dwars door het Hageland
- Campeonato de Letonia en Ruta

2019
- Tour de Hungría, más 2 etapas
- Campeonato de Letonia Contrarreloj
- Gran Premio de Valonia[2]

2022
- 2.º en el Campeonato de Letonia Contrarreloj

2023
- 2.º en el Campeonato de Letonia Contrarreloj
- 2.º en el Campeonato de Letonia en Ruta

2025
- 2.º en el Campeonato de Letonia Contrarreloj
- 2.º en el Campeonato de Letonia en Ruta

## Resultados en Grandes Vueltas y Campeonatos del Mundo
| Carrera         | Carrera         | 2013 | 2014 | 2015 | 2016 | 2017 | 2018 | 2019  | 2020 | 2021 | 2022 | 2023 | 2024 | 2025 |
| --------------- | --------------- | ---- | ---- | ---- | ---- | ---- | ---- | ----- | ---- | ---- | ---- | ---- | ---- | ---- |
|                 | Giro de Italia  | —    | —    | —    | —    | —    | 73.º | 100.º | —    | Ab.  | —    | —    | —    | —    |
|                 | Tour de Francia | —    | —    | —    | —    | —    | —    | —     | 85.º | —    | 78.º | 50.º | 66.º | 88.º |
|                 | Vuelta a España | —    | —    | —    | —    | —    | —    | —     | —    | —    | —    | —    | —    | —    |
| Mundial en Ruta | Mundial en Ruta | —    | —    | —    | —    | Ab.  | Ab.  | Ab.   | 58.º | Ab.  | —    | 23.º | 71.º | —    |

—: no participa 
Ab.: abandono